# 15ª edizione dei Satellite Awards
La 15ª edizione dei Satellite Awards si è tenuta il 19 dicembre 2010 al Hyatt Regency Century Plaza di Los Angeles. Le nomination erano stato annunciate il 1º dicembre.

## Cinema

### Miglior film drammatico
- The Social Network, regia di David Fincher
- 127 ore (127 Hours), regia di Danny Boyle
- Animal Kingdom, regia di David Michôd
- Blue Valentine, regia di Derek Cianfrance
- Il discorso del re (The King's Speech), regia di Tom Hooper
- Un gelido inverno (Winter's Bone), regia di Debra Granik
- The Funeral Party (Get Low), regia di Aaron Schneider
- Inception, regia di Christopher Nolan
- The Town, regia di Ben Affleck
- L'uomo nell'ombra (The Ghost Writer), regia di Roman Polański

### Miglior film commedia o musicale
- Scott Pilgrim vs. the World, regia di Edgar Wright
- Cyrus, regia di Jay Duplass e Mark Duplass
- Please Give, regia di Nicole Holofcener
- I poliziotti di riserva (The Other Guys), regia di Adam McKay
- I ragazzi stanno bene (The Kids Are All Right), regia di Lisa Cholodenko
- Red, regia di Robert Schwentke
- We Want Sex (Made in Dagenham), regia di Nigel Cole

### Miglior film straniero
- Uomini che odiano le donne (Män som hatar kvinnor), regia di Niels Arden Oplev • Svezia
- Biutiful, regia di Alejandro González Iñárritu • Messico
- Io sono l'amore, regia di Luca Guadagnino • Italia
- Madre (Madeo), regia di Bong Joon-ho • Corea
- Soul Kitchen, regia di Fatih Akın • Germania
- Uomini senza legge (Hors-la-loi), regia di Rachid Bouchareb • Algeria
- White Material, regia di Claire Denis • Francia

### Miglior film d'animazione o a tecnica mista
- Toy Story 3 - La grande fuga (Toy Story 3), regia di Lee Unkrich
- Alice in Wonderland, regia di Tim Burton
- Cattivissimo me (Despicable Me), regia di Pierre Coffin e Chris Renaud
- Dragon Trainer (How to Train Your Dragon), regia di Chris Sanders e Dean DeBlois
- L'illusionista (L'illusionniste), regia di Sylvain Chomet
- Il regno di Ga'Hoole - La leggenda dei guardiani (Legend of the Guardians: The Owls of Ga'Hoole), regia di Zack Snyder

### Miglior film documentario
- Restrepo - Inferno in Afghanistan (Restrepo), regia di Tim Hetherington e Sebastian Junger
- A Film Unfinished, regia di Yael Hersonski
- Behind the Burly Q, regia di Leslie Zemeckis
- Client 9: The Rise and Fall of Eliot Spitzer, regia di Alex Gibney
- Countdown to Zero, regia di Lucy Walker
- Inside Job, regia di Charles Ferguson
- Joan Rivers: A Piece of Work, regia di Ricki Stern e Anne Sundberg
- Sequestro (Kidnapping), regia di Jorge W. Atalla
- The Tillman Story, regia di Amir Bar-Lev
- Waiting for Superman, regia di Davis Guggenheim

### Miglior regista
- David Fincher – The Social Network
- Ben Affleck – The Town
- Darren Aronofsky – Il cigno nero (Black Swan)
- Danny Boyle – 127 ore (127 Hours)
- Lisa Cholodenko – I ragazzi stanno bene (The Kids Are All Right)
- Debra Granik – Un gelido inverno (Winter's Bone)
- Tom Hooper – Il discorso del re (The King's Speech)
- David Michôd – Animal Kingdom
- Christopher Nolan – Inception
- Roman Polański – L'uomo nell'ombra (The Ghost Writer)

### Miglior attore in un film drammatico
- Colin Firth – Il discorso del re (The King's Speech)
- Javier Bardem – Biutiful
- Leonardo DiCaprio – Inception
- Michael Douglas – Solitary Man
- Robert Duvall - The Funeral Party (Get Low)
- Jesse Eisenberg – The Social Network
- James Franco – 127 ore (127 Hours)
- Ryan Gosling – Blue Valentine

### Miglior attrice in un film drammatico
- Noomi Rapace – Uomini che odiano le donne (Män som hatar kvinnor)
- Nicole Kidman – Rabbit Hole
- Jennifer Lawrence – Un gelido inverno (Winter's Bone)
- Helen Mirren – The Tempest
- Natalie Portman – Il cigno nero (Black Swan)
- Tilda Swinton – Io sono l'amore
- Naomi Watts – Fair Game - Caccia alla spia (Fair Game)
- Michelle Williams Blue Valentine

### Miglior attore in un film commedia o musicale
- Michael Cera – Scott Pilgrim vs. the World
- Steve Carell – A cena con un cretino (Dinner for Schmucks)
- Romain Duris – Il truffacuori (L'arnacœur)
- Andy García – City Island
- Jake Gyllenhaal – Amore & altri rimedi (Love and Other Drugs)
- John Malkovich – Red
- John C. Reilly – Cyrus

### Miglior attrice in un film commedia o musicale
- Anne Hathaway – Amore & altri rimedi (Love and Other Drugs)
- Annette Bening – I ragazzi stanno bene (The Kids Are All Right)
- Sally Hawkins – We Want Sex (Made in Dagenham)
- Catherine Keener – Please Give
- Julianne Moore – I ragazzi stanno bene (The Kids Are All Right)
- Mary-Louise Parker – Red
- Marisa Tomei – Cyrus

### Miglior attore non protagonista
- Christian Bale – The Fighter
- Pierce Brosnan – L'uomo nell'ombra (The Ghost Writer)
- Andrew Garfield – The Social Network
- Tommy Lee Jones – The Company Men
- Bill Murray – The Funeral Party (Get Low)
- Sean Penn – Fair Game - Caccia alla spia (Fair Game)
- Jeremy Renner – The Town
- Geoffrey Rush – Il discorso del re (The King's Speech)

### Miglior attrice non protagonista
- Jacki Weaver – Animal Kingdom
- Amy Adams – The Fighter
- Marion Cotillard – Inception
- Anne-Marie Duff – Nowhere Boy
- Rosamund Pike – La versione di Barney (Barney's Version)
- Vanessa Redgrave – Letters to Juliet
- Kristin Scott Thomas – Nowhere Boy
- Dianne Wiest – Rabbit Hole

### Miglior sceneggiatura originale
- David Seidler – Il discorso del re (The King's Speech)
- Michael Arndt, Andrew Stanton, Lee Unkrich e John Lasseter – Toy Story 3 - La grande fuga (Toy Story 3)
- Lisa Cholodenko e Stuart Blumberg – I ragazzi stanno bene (The Kids Are All Right)
- Alejandro González Iñárritu, Armando Bo e Nicolás Giacobone – Biutiful
- Conor McPherson e Billy Roche – The Eclipse
- Christopher Nolan – Inception
- Chris Provenzano e C. Gaby Mitchell – The Funeral Party (Get Low)

### Miglior sceneggiatura non originale
- Aaron Sorkin – The Social Network
- Nikolaj Arcel e Rasmus Heisterberg – Uomini che odiano le donne (Män som hatar kvinnor)
- Michael Bacall e Edgar Wright – Scott Pilgrim vs. the World
- Danny Boyle e Simon Beaufoy – 127 ore (127 Hours)
- Jez Butterworth e John-Henry Butterworth – Fair Game - Caccia alla spia (Fair Game)
- Peter Craig, Ben Affleck e Aaron Stockard – The Town
- Debra Granik – Un gelido inverno (Winter's Bone)
- Robert Harris e Roman Polański – L'uomo nell'ombra (The Ghost Writer)

### Miglior montaggio
- Robert Frazen – Please Give
- Kirk Baxter e Angus Wall – The Social Network
- Robert Duffy e Chris Lebenzon – Unstoppable - Fuori controllo (Unstoppable)
- Thelma Schoonmaker – Shutter Island
- Lee Smith – Inception
- Dylan Tichenor – The Town

### Miglior fotografia
- Wally Pfister – Inception
- Enrique Chediak e Anthony Dod Mantle – 127 ore (127 Hours)
- Robert Elswit – Salt
- Yorick Guadagnino – Io sono l'amore
- Robert Richardson – Shutter Island
- Dean Semler – Un anno da ricordare (Secretariat)
- Ben Seresin – Unstoppable - Fuori controllo (Unstoppable)
- Eduardo Serra – Harry Potter e i Doni della Morte - Parte 1 (Harry Potter and the Deathly Hallows: Part I)

### Miglior scenografia
- Guy Hendrix Dyas, Luke Freeborn, Brad Ricker, Dean Wolcott – Inception
- Francesca Balestra Di Mottola – Io sono l'amore
- Nigel Churcher, Marcus Rowland – Scott Pilgrim vs. the World
- Philippe Cord'homme, Kathy Lebrun, Marie-Hélène Sulmoni – Coco Chanel & Igor Stravinsky
- Dante Ferretti, Max Biscoe, Robert Guerra, Christina Ann Wilson – Shutter Island
- David Stein, Thérèse DePrez – Il cigno nero (Black Swan)
- Robert Stromberg, Stefan Dechant – Alice in Wonderland

### Migliori costumi
- Colleen Atwood – Alice in Wonderland
- Jenny Beavan – Il discorso del re (The King's Speech)
- Michael Dennison – Mangia prega ama (Eat Pray Love)
- Amy Westcott – Il cigno nero (Black Swan)
- Janty Yates – Robin Hood

### Miglior colonna sonora
- Hans Zimmer – Inception
- Alexandre Desplat – Harry Potter e i Doni della Morte - Parte 1 (Harry Potter and the Deathly Hallows: Part I)
- Harry Gregson-Williams – Unstoppable - Fuori controllo (Unstoppable)
- Clint Mansell – Il cigno nero (Black Swan)
- James Newton Howard – Salt
- Fionnuala Ni Chiosain – The Eclipse
- A. R. Rahman – 127 ore (127 Hours)
- Trent Reznor e Atticus Ross – The Social Network

### Miglior canzone originale
- You Haven't Seen the Last Of Me (Cher), testo e musica di Diane Warren – Burlesque
- Alice (Avril Lavigne), testo e musica di Avril Lavigne – Alice in Wonderland
- Country Strong (Gwyneth Paltrow), testo e musica di Jennifer Hanson, Tony Martin, Mark Nesler – Country Strong
- Eclipse (All Yours) (Metric), testo e musica di Howard Shore, Emily Haines, Jimmy Shaw – The Twilight Saga: Eclipse
- If I Rise (Dido e A. R. Rahman), testo e musica di Dido, Rollo Armstrong e A. R. Rahman – 127 ore (127 Hours)
- What Part of Forever (Cee Lo Green), testo e musica di Cee Lo Green, Oh Hush, Rob Kleiner – The Twilight Saga: Eclipse

### Miglior suono
- Beau Borders, William B. Kaplan, Kevin O'Connell, Mark P. Stoeckinger – Unstoppable - Fuori controllo (Unstoppable)
- Kami Asgar, Beau Borders, David O. Daniel, Sean McCormack, Kevin O'Connell – Un anno da ricordare (Secretariat)
- Christopher Boyes, Frank E. Eulner, Lora Hirschberg – Iron Man 2
- Douglas Cameron, Glenn Freemantle, Steven C. Laneri, Richard Pryke, Ian Tapp – 127 ore (127 Hours)
- Simon Chase, Paul Cotterell, John Midgley, Martin Trevis – Nowhere Boy
- Tom Fleischman, Eugene Gearty, Petur Hliddal, Philip Stockton – Shutter Island
- Lora Hirschberg, Richard King, Ed Novick, Gary Rizzo – Inception

### Migliori effetti visivi
- Sean Phillips, Ken Ralston, David Schaub, Carey Villegas – Alice in Wonderland
- Tim Caplan, Adam Gascoyne, James Winnifrith – 127 ore (127 Hours)
- Pete Bebb, Chris Corbould, Paul J. Franklin, Andrew Lockley – Inception
- Janek Sirrs, Ben Snow, Ged Wright – Iron Man 2
- Nathan McGuinness, Paul O'Shea – Unstoppable - Fuori controllo (Unstoppable)
- Chris Bone, Grant Freckelton, Craig Welsh – Il regno di Ga'Hoole - La leggenda dei guardiani (Legend of the Guardians: The Owls of Ga'Hoole)

## Televisione

### Miglior serie drammatica
- Breaking Bad
- Boardwalk Empire - L'impero del crimine (Boardwalk Empire)
- Dexter
- Friday Night Lights
- The Good Wife
- Mad Men
- I Tudors (The Tudors)

### Miglior serie commedia o musicale
- The Big C
- 30 Rock
- Aiutami Hope! (Raising Hope)
- Glee
- Modern Family
- Nurse Jackie - Terapia d'urto (Nurse Jackie)
- United States of Tara

### Miglior miniserie
- Sherlock, regia di Paul McGuigan ed Euros Lyn
- Carlos, regia di Olivier Assayas
- Emma, regia di Jim O'Hanlon
- The Pacific, regia di Jeremy Podeswa, Tim Van Patten, David Nutter, Carl Franklin, Tony To, Graham Yost
- I pilastri della Terra (The Pillars of the Earth), regia di Sergio Mimica-Gezzan
- Small Island, regia di John Alexander

### Miglior film per la televisione
- Temple Grandin - Una donna straordinaria (Temple Grandin), regia di Mick Jackson
- Il diario di Anna Frank (The Diary of Anne Frank), regia di Jon Jones
- I due presidenti (The Special Relationship), regia di Richard Loncraine
- When Love Is Not Enough: The Lois Wilson Story, regia di John Kent Harrison
- You Don't Know Jack - Il dottor morte (You Don't Know Jack), regia di Barry Levinson

### Miglior attore in una serie drammatica
- Bryan Cranston – Breaking Bad
- Kyle Chandler – Friday Night Lights
- Josh Charles – The Good Wife
- Michael C. Hall – Dexter
- Jon Hamm – Mad Men
- Stephen Moyer – True Blood

### Miglior attrice in una serie drammatica
- Connie Britton – Friday Night Lights
- January Jones – Mad Men
- Julianna Margulies – The Good Wife
- Anna Paquin – True Blood
- Mary-Louise Parker – Weeds
- Katey Sagal – Sons of Anarchy

### Miglior attore in una serie commedia o musicale
- Alec Baldwin – 30 Rock
- Steve Carell – The Office
- Thomas Jane – Hung - Ragazzo squillo (Hung)
- Danny McBride – Eastbound & Down
- Matthew Morrison – Glee
- Jim Parsons – The Big Bang Theory

### Miglior attrice in una serie commedia o musicale
- Laura Linney – The Big C
- Jane Adams – Hung - Ragazzo squillo (Hung)
- Toni Collette – United States of Tara
- Edie Falco – Nurse Jackie - Terapia d'urto (Nurse Jackie)
- Tina Fey – 30 Rock
- Lea Michele – Glee

### Miglior attore in una miniserie o film per la televisione
- Al Pacino – You Don't Know Jack - Il dottor morte (You Don't Know Jack)
- Benedict Cumberbatch – Sherlock
- Idris Elba – Luther
- Ian McShane – I pilastri della Terra (The Pillars of the Earth)
- Barry Pepper – When Love Is Not Enough: The Lois Wilson Story
- Dennis Quaid – I due presidenti (The Special Relationship)
- David Suchet – Poirot (Agatha Christie's Poirot)

### Miglior attrice in una miniserie o film per la televisione
- Claire Danes – Temple Grandin - Una donna straordinaria (Temple Grandin)
- Hope Davis – I due presidenti (The Special Relationship)
- Judi Dench – Return To Cranford
- Naomie Harris – Small Island
- Ellie Kendrick – Il diario di Anna Frank (The Diary of Anne Frank)
- Winona Ryder – When Love Is Not Enough: The Lois Wilson Story
- Ruth Wilson – Luther

### Miglior attore non protagonista in una serie, miniserie o film per la televisione
- David Strathairn – Temple Grandin - Una donna straordinaria (Temple Grandin)
- Ty Burrell – Modern Family
- Bruce Campbell – Burn Notice - Duro a morire (Burn Notice)
- Chris Colfer – Glee
- Alan Cumming – The Good Wife
- Neil Patrick Harris – How I Met Your Mother
- Aaron Paul – Breaking Bad
- Martin Short – Damages

### Miglior attrice non protagonista in una serie, miniserie o film per la televisione
- Brenda Vaccaro – You Don't Know Jack - Il dottor morte
- Julie Bowen – Modern Family
- Rose Byrne – Damages
- Sharon Gless – Burn Notice - Duro a morire (Burn Notice)
- Jane Lynch – Glee
- Elisabeth Moss – Mad Men
- Catherine O'Hara – Temple Grandin - Una donna straordinaria (Temple Grandin)
- Archie Panjabi – The Good Wife

## Altri premi

### Mary Pickford Award
- Vanessa Williams

### Nicola Tesla Award
- Robert A. Harris

### Auteur Award
- Alex Gibney

### Humanitarian Award
- Connie Stevens